# Matale (stad)
Matale (Singalees: Mātale; Tamil: Māttaḷai) is de hoofdstad van het district Matale in Sri Lanka. Het ligt midden op het eiland en het telde in 2001 36.451 inwoners.